# Боссартс, Маттиас
Матиас Боссартс (нидерл. Mathias Bossaerts; 10 июля 1996, Брасхат) — бельгийский футболист, защитник.

## Клубная карьера
Боссарт тренировался в бельгийских академиях «Беерсхота» и «Андерлехта». В 2012 году переехал в академию «Манчестер Сити», которых он привлёк своим сходством со своим соотечественником Венсаном Компани. Выступал за молодёжную команду, участвовал в юношеской лиге Европы.
В 2016 году подписал трёхлетний контракт с бельгийским клубом «Остенде». 27 августа 2016 года дебютировал в Лиге Жюпиле поединком против «Васланд-Беверен», выйдя в стартовом составе и проведя на поле весь матч.